# Szőttes
A szőttes népi kifejezés. Hagyományosan a különböző alapanyagból készült fonalak szövőrámán, -széken szövéssel történő feldolgozását jelenti elsősorban háziipari szinten.

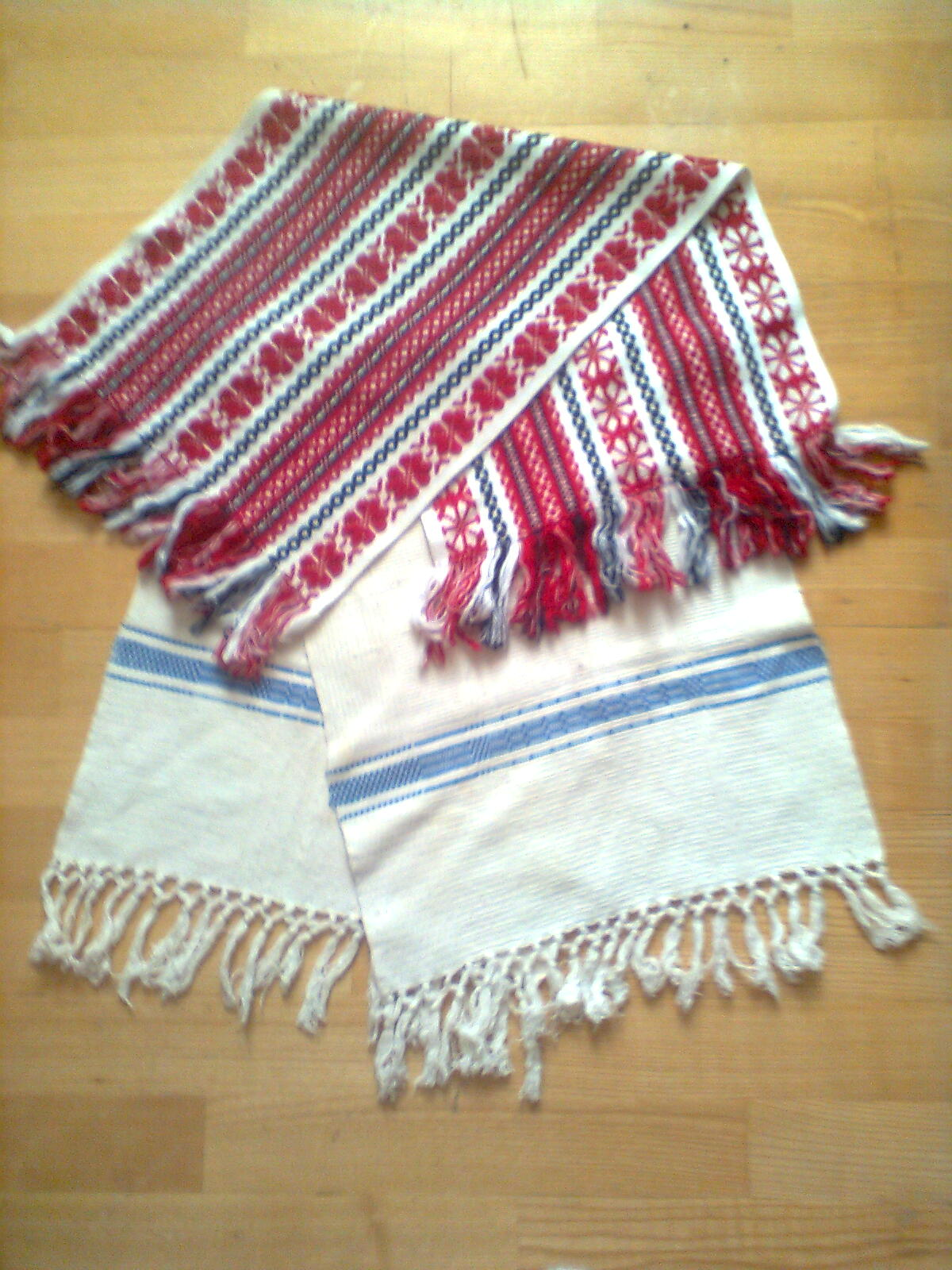
Szőttes asztali futó és törülköző (kétoldalas minta)

## Történet
A szőttes története összefonódik a civilizáció történetével.

### Ókor
Az Ótestamentum már említi a szőtteseket a Királyok II. könyve 23. rész 7. versében „...és a melyekben az asszonyok kárpitokat szőttek az Aserának.” Eszerint időszámításunk előtti tizenötödik században már léteztek a szőttesek. Különböző régészeti leletek, ősi mondák alapján az ókorban a szövőkereteken készült kárpitokat már ismerték Egyiptomban, Mezopotámia, India, Kína területén is, valamint Peruban.
Szőtteseket készítettek mind a nomád népek, mind a letelepültek. Egyes közép-ázsiai települések nevét ma is őrzik a szövetek, kelmék: például a kasmír szövet a mai Pakisztán Kasmír-; a lenge, áttetsző muszlin a mai Irak Moszul (a hajdani Ninive)- és a damaszt a mai Szíria Damaszkusz nevű városáét.

### Középkor
A korai középkor legjelentősebb szőttesalkotásai a perzsa selyemszövetek hatására kialakított, medálokba foglalt állatalakos bizánci selyembrokátok voltak. Ezek arab közvetítéssel kerültek előbb Szicíliába, majd Észak-Olaszországba.
A szőttes középkori története kapcsolódik a céhes takácsmesterség kialakulásához is. Ebből a korból igen ismertek a szövött flamand kárpitok. A magyar király, a főnemesek, s a vagyonosabb polgárok a falikárpitokat Flandriából (ma Belgium), Oudenaarde-ból és Brüsszelből hozatták be hazánkba vagy Párizsból. Magyarországon Beatrix királyné kérésére Mátyás király korában selyemfonómester telepedett Budára.
1477 körül Galeotto Marzio itáliai humanista ugyanakkor egy történelmi jelenetekkel díszített kárpitról ír, ám e korból még jó néhány helyen találunk feljegyzést „tapezzaria”, vagy „tapeti” néven. A magyar nyelvben a kárpit kifejezés már a 14. század végén, a Besztercei szójegyzékben „carpoltos”, azaz kárpit - mint díszes szőttes, mely a falak nyílásait kész beborítani -, olvasható. A 15. században, azonban Bethlen István fejedelem saját végrendeletében rendkívül találóan „házöltözetnek” nevezi a rideg falakat beborító kárpitokat. (Középkori feljegyzésekből kiderül, hogy a szövőművesség hagyományai már léteztek a középkori Magyarországon, mely a kor haladó szellemű, művészetszerető nemességéről árulkodik.
A finom szedéssel változatosan díszített velencei selyembrokátok mellett a mintásan vágott mélyvörös vagy sárga-barna génuai és a török brusszai bársonyok adták az ünnepélyesen gazdag barokk kelmék zömét.
A barhentszövő és bakacsinkészítő takácsok a 15. század elejétől követhetők Magyarországon, mint királyi kiváltságokkal védett városi mesterek, akik a német eredetű szóval barhentnek és az olasz eredetű szóval bakacsinnak nevezett, pamuttal mintázott vásznakat szőtték. Díszes szőtteseik halotti lepelnek is szolgáltak; a bakacsin szó később egyes vidékeken más anyagú koporsó-terítők és gyászfüggönyök megnevezésére is használatos volt. A 15. században tiltották ugyan más takácsoknak a színes pamuttal való mintázást és a sávolysoros szövést, ennek ellenére maguk a barhentszövők hamarosan beolvadtak a többi takács közé és mintáik is leegyszerűsödve bekerültek a takácsmintakönyvekbe. A sávolyos takácsok főleg damasztot szőttek úri és polgári megrendelők számára. A hímes takácsok készítették a csíkokban piros, kék színnel mintázott vásznakat, a 18–19. századtól egyre inkább a parasztok számára. Némely vidéken közvetlenül ezektől a takácsoktól tanulták meg a parasztasszonyok a mintás szövést. Más tájakon, különösen a Dunántúlon, a parasztok is takácsszőtteseket használtak (dunántúli takácsszőttesek) egészen a gyári vásznak térhódításáig.

### Újkor
A szőttesek készítésére nagy hatással volt az ipari forradalom. A szövőszéket felváltotta a szövőgép, s így manapság igen változatos mintájú szövet, kelme, szőnyeg készülhet. A Ch. M. Jaquard által 1805-ben szerkesztett, róla elnevezett jaquard-gép (ejtsd:zsákárd) tömeggyártási szintűvé tette az addig egyedileg készített szőttesek, szövetek, kelmék készítését.
Napjainkban a hagyományos szőtteskészítést a világon mindenütt a hagyományőrzők, a népművészek és az iparművészek űzik.

## A szőttes csoportosítása

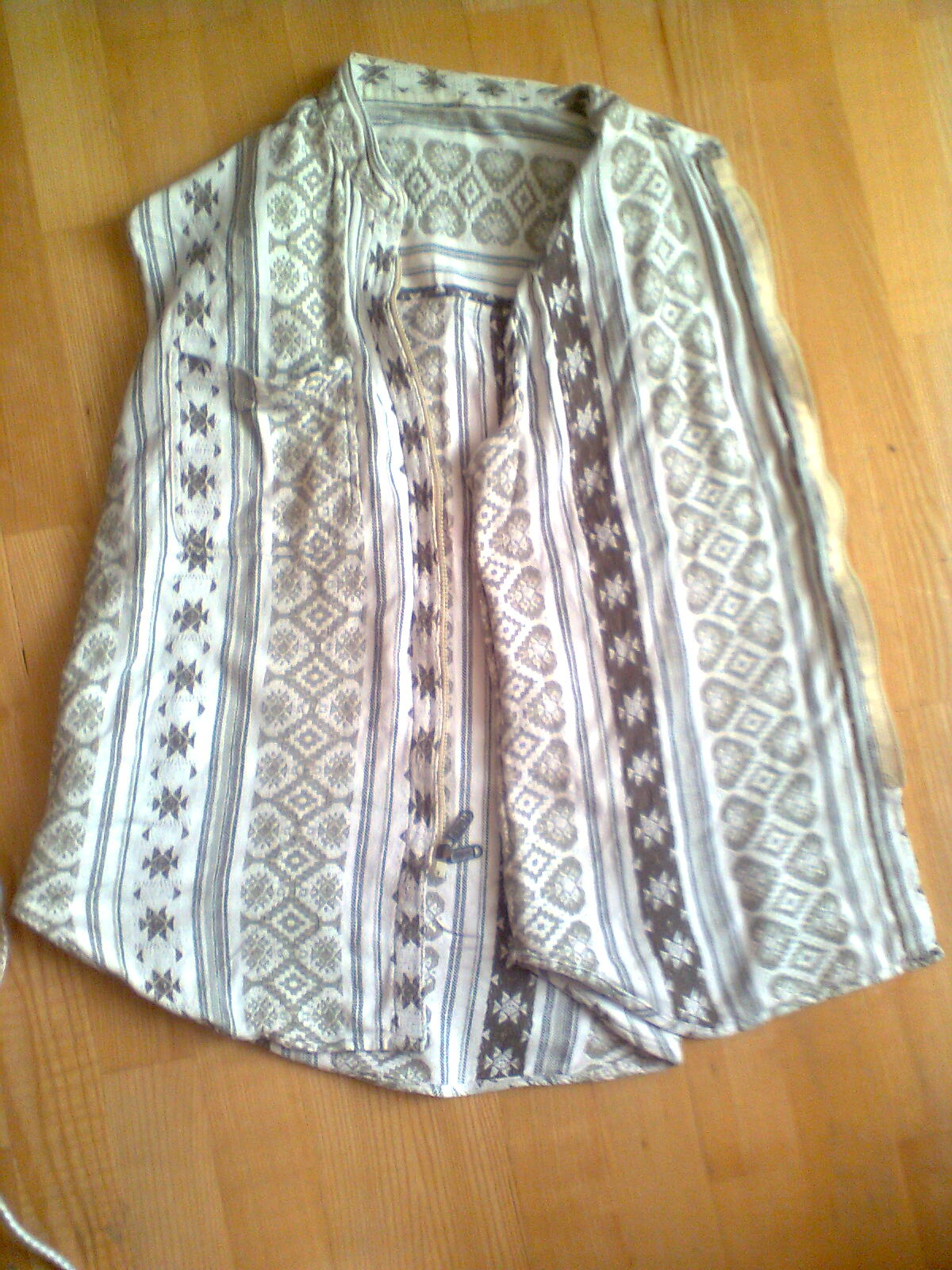
Kétoldalas ingből készült szövött mellény

### Iparág szerint
- Parasztszőttesek a falusi–mezővárosi lakosság családi munkaszervezetben, illetve paraszti specialisták (asszonyok) által készített szőttesei.
- Kisipari szőttesek a ipartestületbe tömörült szövők munkái. A szövés technikája (a szálak vezetése) szerint megkülönböztethetők a barhentszövők, a sávolyos és hímes szövők munkái.
- Iparművészeti szőttesek.
- Textilipari szőttesek.

### Felhasznált alapanyag szerint
A szőttesek alapanyaguk szerint lehetnek:
- kender,
- len,
- pamut és
- gyapjú.

A gyapjú állati, míg a kender, len és pamut növényi eredetű alapanyag. Vannak országok, ahol felhasználják a kecske (pl. Kirgizisztán), láma (pl. Peru) szőrét is szőttesek készítésére.

### Készítés módja szerint
Szorosabb értelemben e szőttesek szálainak különféle vezetése, illetve különféle minőségű-színű szálak váltogatása által létrejött mintázott változata. A megmunkálás gondossága, a szőttesek rangja-értéke, valamint a díszítés módozatai szerint a következő kategóriákat különböztethetjük meg:
1. Egyszerű, többnyire mindennapi használatra szánt vászonfélék, amelyek maguk is sokféle minőséget foglalhatnak magukba a fonal minősége, a szövés módja stb. szerint.
2. Különleges gonddal előmunkált fonálból különleges gonddal szőtt vásznak, amelyek minden dísz nélkül is ünnepélyes szerepre vannak hivatva. Idetartozik a bodorvászon vagy bíbor a Sárközben, a kalotaszegi „sárga” (kevéssé fehérített), illetve fehérített, tiszta kender fodorvászon, amely részben különlegesen sodrott, „siritett” fonal, részben a kalláshoz hasonlítható sulykolás révén fodrozódó felületet kap; a palócföldi kallottvászon, amit kézművesekkel viaszosan mángoroltatnak stb.
3. A szőttesek, amelyeket a maguk színében hagyva és maguk anyagában különleges módon vezetett fonalakkal mintáznak. Idetartozik a „bordás” szövésű vászon, amelyikbe szabályos térközökkel egy vagy két vastagabb fonalat vernek be, a bogos kötéssel készített vásznak és gyapjúszőttesek; a különböző technikai eljárásokkal nyert áttörések és a vászon felületének sejtekhez hasonló „darázslépes” (Ormánság) összehúzása: végül az anyag maga színében és anyagában készített szálbehúzások (a hazai bunyevácok ún. csancsána technikával szőtt vásznai).
4. A nagyközönség az előbbi kategóriákat általában nem tartja számon a szőttesek közt, hanem egyedül azt a csoportot, amelyikben különböző színű fonalak váltakoznak vagy úgy, hogy az alapba más színű fonallal csíkokat vernek be (pl. kalotaszegi szőttesek, széki szőttesek, illetve szerte az országban egyszerű csíkokkal készített szakajtóruhák) vagy úgy, hogy a láncfonalak csoportjainak fölemelésével a bevert színes fonallal „szedettes” hímet alakítanak ki.
5. A különböző színű fonalakkal való mintás szövésnek egyik különleges változata a kilim technika, amelynél csévékre tekert különböző színű fonalakat a minta megszabta eltérő foltok határánál visszafordítják. Így a beverő fonalak nem futnak végig az anyag teljes szélességében és a különböző színű foltok közt, a minta szakasza szerint, kisebb hézagok keletkeznek. A magyarság körében elsősorban gyapjúszőttesek készülnek így, pl. a székely festékesek (szőnyeg), de ismert a keleti népcsoportoknál vásznakon is.
A 4. csoportba sorolt színesen mintázott szőtteseket részben takácsmesterek, részben parasztasszonyok készítették. A takácsmesterség középkorig nyúló történetéből kiemeljük a 15. században jórészt külföldről beköltözött barchent-, illetve bakacsin-szövők szerepét, akiknek madaras–állatalakos mintái leegyszerűsödve későbbi szőtteseken is föltűnnek. A 18–19. században elkülönülnek a sávolyos takácsok (közéjük olvadtak be az egykori barchent szövők), akik főként úri-polgári vevőkör számára túlnyomóan damasztokat szőttek és a hímes takácsok, akiknek a műhelyei különösen a Dunántúlon már a falvakban is megtalálhatók voltak, és elsősorban a parasztok számára gyártottak szedettes hímű díszesebb és egyszerűen csíkozott köznapi darabokat (takácsszőttesek, dunántúli takácsszőttesek). A takácsok szőtte csíkok (pl. szakajtóruhákon) ripsz technikával készültek, ez különbözteti meg őket a paraszti munkáktól. Sokfelé megvan annak az emléke, hogy a parasztasszonyok a takácsoktól tanulták meg a mintás szövést; pl. Malonyay Dezső leírja, hogy a sárközi asszonyok mellé odaültek a kenyerüket vesztett takácsok és tanítgatták őket. Itt-ott azonban takácsmesterek még a két világháború közt is dolgoztak, sőt kivételesen napjainkig is működnek. Az ország keleti részein és kivált Erdélyben azonban a takácsmunkák kevéssé terjedtek el a falusi lakosság körében és sokfelé a szedettes hím sem jelent meg, illetve csak napjainkban tűnik föl, mint pl. Kalotaszegen, Széken.

## A mai magyarországi tájegységek szőttesei

### Bodrogközi szőttesek
Anyaga pamuttal kevert kender-, még gyakrabban tiszta pamutvászon. A motívumkincsben a régi geometrikus minták, csillagok váltakoznak újabb divatú növényi elemekkel, laza, elnagyolt kivitelben. A mintákat „sukkos tűvel”: lapos, hegyes, arasznyi hosszú vastűvel szövés közben húzták a vászonalapba. Ez a mintázás így tulajdonképpen a szövés és a varrás közti átmeneti technika, melynél az alapanyag szövése közben történik a mintázás, de már nem kizárólag a szövés eszközeivel és eljárásaival. A szövés közben vagy a szövőszéken kifeszített anyagba történő szálbehúzás egyes szomszéd népeknél és magyarországi nemzetiségeknél, pl. bunyevácoknál is ismert, a magyaroknál ritkábban fordult elő. A régi sárközi ingujjakon pl. a már megszőtt kész vászonba a szövőszéken húzták be gyapjúszállal a mintát. Az erdélyi Mezőségen gyapjútakarókba, abroszokba húztak be színes gyapjúszálat. – A bodrogközi szőttesek nagy többsége meghatározott alkalomra készített kendő. Más vidékeken csak egy-két alkalomra készítenek különleges kendőfélét, a Bodrogközben azonban az életnek szinte minden nevezetes ünnepi fordulópontjára szőttek sajátos kendőváltozatokat. Készültek komakendők, vőfélykendők, a lakodalomban kalácsot osztogató lányoknak való „kotrikendők”, esküvőn és temetésen a papnak, kántornak adott emlékkendők. Volt, amelyet rúdra szerelve a templom tornyán dugtak ki, hogy egy-egy halálesetet jelentsen, és olyan kendő, amelyet az aratókoszorúra kötöttek. A kendőkön kívül készültek cifra gyúrókötények az egyszerűbbek mellett; szőttes csíkok vagy csíkok sora díszíthette a párnavégeket, abroszokat. A bodrogközi szőttesek a parasztszőtteseken belül stílus szerint a legújabb csoportot képviselik; e században készültek.

### Baranyai szőttesek
A baranyai szőttesek két nagyobb csoportját ismerjük: az ormánságit és a Hosszúhetény vidékit. Az ormánságira jellemző, hogy a kender mellett hosszan fennmaradt a len szövése is, egyébként mindkét vidéken viszonylag korán terjedt el a pamutfonalból szőtt vászon. Túlnyomóan a lakás felszereléséhez tartozó darabokat: abroszokat, kendőket, kosártakaró ruhákat szőttek cifrán. Kivételesnek számít, hogy Hosszúhetényben és néhány szomszédos községben a női ingek ujjaiba hosszában csillagos mintájú piros szőttes csíkokat illesztettek az országszerte általános csipkebetét vagy hímzésdísz helyett. Az Ormánságból ismertek sáfránnyal sárgított, igen szépen szőtt vásznak, melyekből alkalmi – rendesen gyász – öltözeteket varrtak az asszonyok. Itt ez a sajátos színezés tette ünneplővé az egyébként simán szőtt anyagot. Abroszok, kosártakaró ruhák fehéren-fehér szőttes mintázása is gyakori az Ormánságban. Ez vagy vastagabb fehér fonalsorok beiktatásával történik, vagy szálbehúzással, egyszerű mértani minták formájában, akár pedig úgy, hogy komplikált technikai eljárással az egész vásznat egyenletesen mintázzák, amit darázslépnek neveznek. A fehér mellett főleg a piros szőtteshím az általános. Feketével csak különleges alkalmi darabokat, mint pl. tükörlekötő ruhákat mintáznak. Előfordul ezenkívül a Somogyban és Zalában szinte általános bordó szín használata is. Az abroszokon, kendőkön megtaláljuk a legegyszerűbb mértani elemeket, továbbá a bonyolult, összetett növényi díszítményeket is, így a kehelyből kinövő szegfűket. Leggyakoribbak a régies, viszonylag egyszerű minták: a csillagok, a tövükkel egymásnak fordított tulipánok és az úgynevezett „asztallábas” minta, mely a keleti magyar csoportoknál is jellemző és kedvelt. A környék fehér hímzésein lapos öltéssel kivarrt (és ismert) levélpársorokat is leszövik. Az abroszokon, kendőkön a mintázott csíkok közé levegős hézagokat iktatnak, hasonlóan a somogyi szőttesekhez, eltérően a sárközi szőttesektől. – A magyar szőttesek mellett nagy mennyiségben készültek és a kereskedelem révén széles népszerűségre tettek szert a Lakócsán és a környező falvakban lakó horvátok igen erőteljes, vörös, fekete-vörös, fekete és fehér ingujjakat és lepedőket díszítő szőttesei. Ugyanitt gyapjúból szőttek színesen csíkozott szoknya- és kötényanyagokat, takarókat, szőnyegeket. A vármegyében lakó sokácok is készítettek hasonló gyapjúszőtteseket, de az említetteken kívül térdeplőszőnyegeket is, kilim technikával mintázott főkötőket és pamutból, részben kenderből a legkülönbözőbb rendeltetésű kisebb-nagyobb öltözetdarabokat, azonkívül a ház felszereléséhez tartozó vászonneműket. Ezeknek a mintázata első látásra, távolról is jellegzetes. Motívumkincsük sokkal egyszerűbb a horvátokénál, erőteljes megjelenését szolgálják a többesével behúzott és szaggatott zsinórhatást keltő színes fonalak.

### Palóc szőttesek
A palóc szőttesek elterjedési területe Nógrád és Heves vármegye északi része. Kiemelkedő csoportjaik a halottas párnák, lepedővégek, búcsútarisznyák és kötények. Ezek pamut- és kenderszálból elegyesen vagy tiszta pamutból szőtt parasztszőttesek. Piros, piros-kék pamutfonallal mintázták őket, újabban (e század elejétől) zölddel és sárgával is. Legtartózkodóbb a halottas párnák díszítése: mértanias csíkokból áll, melyeket H és K betűhöz hasonló elemekből szerkesztettek. A pamutvászon kötények és búcsútarisznyák piros, piros-kék díszítése sokszor az egész tárgyat elborítja, egymás fölé helyezett csíkokból áll, ezekben az egyszerű mértanias elemek mellett a stilizált virágelemek sorai is megjelennek. Szokás a vászonkötények aljába viselőjük nevét is beleszőni vagy belevarrni. A Néprajzi Múzeum gyűjteményében egy hollókői kötény piros felirata szinte örömmel adja tudtul, hogy viselője „Horvát Mihály 18 éves”, vagyis elérte a legénykort, amikor megkaphatja a legényt megillető öltözetdarabokat, így a díszes vászonkötényt is.

### Sárközi szőttesek

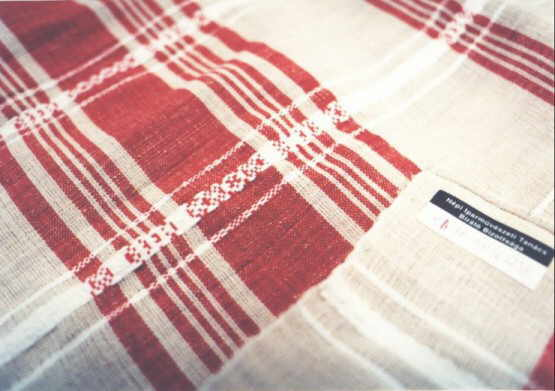
Szőttes

A Sárköz öt községének, továbbá Szeremlének és részben Érsekcsanádnak a takácsszőttesek által befolyásolt parasztszőttesei. Legismertebbek a két szélből összeállított fehér pamutszőttes abroszok, melyeket szinte szőnyegszerű egyenletességgel beborítanak a mértani jellegű H elemekből szerkesztett piros-fekete-kék vagy piros-kék, piros-fekete mintacsíkok. Kivételesen szőttek madaras-csillagos mintájú abroszokat is, ezeken több színt is alkalmaztak. Korábbiak ezeknél azok a kendervászon kendők, melyeknek még csupán két keskeny végét mintázták kék-piros mértanias sávokkal. Nem kevésbé jellegzetesek, de csak kisebb számban készültek a piros, ritkábban piros-kék mintázatú párna- és dunnahéjak, melyeket beborítanak a csíkokban egymás mellé rendezett páros madarak és csillagok sorai. Hímes dunnahéjból mindössze hat darab volt ismert az egész Sárközben, ezeket s a párnahéjak javát egyetlen sárpilisi specialista szövőasszony készítette, akinek nagy szerepe volt abban, hogy a takácsszőttesek karcsú madarainak és elnyújtott csillagalakjainak zömökebbre, kerekebbre formálásával és a minták zsúfolásával egy sajátos sárközi paraszti szövőstílus kialakuljon. – Ezek mellett, a részben kendervászon (kendők), részben pamutvászon (abroszok, párna- és dunnahéjak) darabok mellett készültek a Sárközben vékony, sokszor leheletfinom gyári selyemszálból vagy finom gyári pamutfonálból bíbor, bodorvászon vagy száda nevű fodrozódó felületű vékony és könnyű szőttesek. A bíbort használták mintázás nélkül is, mint p. a tekerőző bíbor esetében és női öltözetdarabokul. Készítettek belőle sáfránnyal sárgítva szemfedelet is. Vastagabb szálú változatait csíkozták vastagabb fehér pamutfonallal, később piros, kék és arany szállal is. E vidék specialitása a kék és piros vonalakkal kockázottan szőtt, nagyméretű bodorvászon szúnyogháló, amit nemcsak a szobákban függesztettek az ágyak, bölcsők fölé, hanem a szín vagy az eresz alá kitett ágyak fölé is. – Szeremlén a régi sárközi szövőgyakorlat vagy három évtizeddel tovább maradt eleven, mint az öt sárközi faluban.

## Határon túli magyar tájak szőttesei

### Bukovinai székely szőttesek
A bukovinai székelyek szőtteseit többségükben bordó színű, mértanias mintázatú párna- és kendővégek, melyeket pamut-, ritkábban kendervászon alapon szőtték. A bordó mintázat közé előszeretettel kevertek – feltehetően a kiemelendő mintasorokban – kevés feketét is. Általában ugyanis széles, egyben komponált, csaknem összezáródó mértani motívumokat alkalmaztak, melyek más néprajzi csoportok szőtteseivel nem téveszthetők össze.

### Csángó szőttesek
A gyimesi csángók és a moldvai magyar csoportok szőttesei tartoznak ide. Gyimesben is, Moldvában is készülnek csíkozott, fekete alapú gyapjúszőttesek a katrincák számára, valamint szélesebb és keskenyebb gyapjúból szőtt övek és bernécek a katrinca lefogására (moldvai csángó viselet). Gyapjútakaróik közt vannak olyanok, amelyek a régebbi székely festékesek geometrikus mintáit idézik, másoknak kisebb vagy nagyobb kockás mintái vannak. A gyimesi csángók pamutszőttes rúdra valóin az egyszerű sorokból, H alakú elemekből alkotott sávok, valamint a színezés meglepő hasonlatosságot mutat a palóc halottas párnák szőtteseivel, tehát régies, kezdetleges, a takácsszőttes által nem befolyásolt szőttesek. Moldvában a kis szegre való kendőket és keszkenőket, „servetek”-et egyszerű sorokkal díszítik: pirossal, feketével vagy a két színnel együtt. Nagyszámú és változatos hosszú fejrevaló kendő – melyeket különös gonddal, főként szálbehúzással díszítettek – ismert még a moldvai magyar csoportoktól, ezeket a csepeszre vagy a kontyra terítik az asszonyok. A díszítmény elsősorban a kendő két keskeny végére esik, az ünneplő példányokat azonban teljesen elborítja a rendesen fehér, ritkábban más színű szálbehúzás. Vannak közöttük olyan ünneplő példányok, amelyeket selyemhernyó („borondzsik bogár”) házilag font selyméből szőttek. Két keskeny végüket gondosan kirojtozták s a rojtokra gyöngyszemeket fűztek.

### Kalotaszeg
Kalotaszeg magyar lakosságának szőttesei napjainkig készülnek, és így alakulásuk közvetlen megfigyeléssel elemezhető. Kalotaszeg szövőkultúrájának differenciáltsága kifejeződik a szőtt vásznak sokféleségében is. A tiszta kendervászon mellett igen kedvelik az „egyeles”-nek mondott pamuttal kevert, valamint a tiszta pamutvásznakat is; mindezekből készítenek fodorvásznakat is vagy erősebben sodrott, „siritett” fonalból vagy lazábban fölvetett lánccal, amelyeket sulykolással tesznek fodrozódó felületűvé és tömörré. A fodorvászonnak van sárgás színű, tulajdonképpen kevéssé fehérített változata is, a sárga vászon. A kalotaszegiek megítélése szerint sima vásznaik közt ez a legbecsesebb, legszebb, melyből csak a legünnepélyesebb alkalmakra szabnak ágyi vagy testi ruhákat. A korábban ágyi és asztali ruhák számára szőtt vásznak mind négynyüstösek voltak. A sima vászonkötésű vásznakat az első világháború óta szövik általánosabban, amivel egyharmadnyi anyagot megtakarítanak. A vászon ritkán marad díszítetlen. Vagy kivarrják (kalotaszegi hímzések, másként kalotaszegi varrottasok), vagy cifrán szövik. A kalotaszegi szőttesek (és a széki szőttesek) abban különböznek egyéb magyar parasztszőttesektől, hogy a „szedettes” mintázásra csak a legutóbbi években kezdtek áttérni, addig pl. a párna- és a lepedővégekre a „cifrát”, tömör, majdnem összezáruló csíkokat éppolyan négynyüstös technikával szőtték, mint magát a lepedőt vagy a párnát, csupán eltérő színű pamutfonalból. Akár 50–60 cm-nyi darabokat is szőttek, tiszta pirossal, sötétkékkel vagy feketével, egy-egy szálnyi fehérrel bontva meg arányos távolságokban az egyöntetű felületeket. Ezen az igen fejlett szőtteskultúrájú vidéken, ahol az asszony megítélésének egyik legfontosabb szempontja, hogy miképpen tud szőni, milyen a „kezemunkája”, a technikailag egyszerű szőtteshímet is különböző módokon alkalmazzák a különböző műfajokban. A sima, nagy felületek imént leírt betöltése az ágyi ruhákra jellemző. A „cifrá”-nak nevezett legünnepélyesebb abroszokra, rúdra valókra s az ezekre aggatott „katrincaruhákra”, továbbá a komakendőkre a fentihez hasonló technikával kerültek színes csíkok, azonban úgy, hogy köztük szélesebben vagy keskenyebben a fehér alapanyag is látható legyen. A mindennapi használatra való abroszok, kendők, átalvetők között számos fokozata van a díszítettségnek aszerint, hogy szélesebb vagy keskenyebb csíkokkal készültek. A csíkok szövéstechnikája megegyezik az alapanyagéval: négynyüstös vagy sima vászonkötéses. A nagy sima piros, sötétkék vagy fekete díszített felületek még a két háború között is igen kedveltek voltak, és mind a mai napig becsesebbnek számítanak mindenfajta hímzésnél. Új „szedettes” szőtteseiken az egészen elaprózott mintákat kedvelik, s ezzel is nagy felületeket borítanak be. A korábbi kalotaszegi szőttesek ereje, szépséges becse (használói szemében) a nagyon finom minőségű vászonban és a nagy összefüggő színes felületekben volt. Ily módon a kalotaszegi szőttesek nem változatos mintázással értek el ünnepélyes hatást, hanem magának a vászonnak igen gondos elmunkálásával és összefüggő nagy színes felületek közbeiktatásával. Minden pirossal mintázott darabnak van egy feketével vagy sötétkékkel mintázott párja – ezek általában az idős korhoz, gyászos alkalomhoz kapcsolódnak, bár a köznapi használatú tárgyakon ez az elkülönülés nem érvényesül.

### Széki szőttesek
Az erdélyi Mezőségen fekvő Széken főleg a lakásbelső textil felszerelését szövik kenderből vagy pamutból és gyapjúból. Legismertebbek a szobában falra függesztett, illetve a ravatal díszéül szolgáló „hosszú-kendők”, melyekből egyet a halottra terítve el is temetnek. E kendőket fehér pamutból szőtték és vörös-fehér, vörös-kék, vörös-kék-fehér színekkel csíkozták. A minta a széles, tömör és a nagyon keskeny csíkok, valamint a színek váltogatásával készül, részben pedig bogos kötéssel bevitt és az alapszínnel azonos vagy más színű bogok soraiból áll. A bogokat fel is vághatják és ezáltal dús, többé vagy kevésbé hosszú rojtsorokat nyerhetnek. Abroszaik szövésénél élnek azzal a lehetőséggel is, amit a kender és pamutcsíkok, fehér és fehérítetlen csíkok váltogatása jelent. A színezésnél széki sajátosság a széles, domináns csík mellett, tövében az ellenkező színből adott, gyakran vonalszerűen keskeny kísérő csík, például kék mellett piros, piros mellett kék. A színeknek ez a használata jellemző a szőttes párnavégekre is. Széken, a kalotaszegi szőttesekhez hasonlóan csak a legújabb időben kísérleteznek a „szedettes” minták meghonosításával. Gyapjúból szőtt takaróikon régen a szürke és fekete gyapjú felhasználásával szőttek sűrűn váltogatott csíkokat és fogazott sorokat, utóbb megjelent a pirosra festett gyapjúszál is, a közelmúltban készült darabokon a piros-zöld és fekete színek váltakoznak.